# Кетский (посёлок)
Кетский — поселок в Пировском районе Красноярского края , административный центр Кетского сельсовета.

## География
Находится недалеко от реки Кеть в примерно в 23 километрах по прямой на запад-юго-запад от районного центра села Пировское у железнодорожной ветки Ачинск – Лесосибирск.

## Климат
Климат резко континентальный. Самый теплый месяц — июль, со средней температурой +17,8 °С, с абсолютным максимумом +34,6 °С. Самый холодный месяц — январь: средняя температура составляет –20,1 °С, абсолютный минимум –52,5 °С. 

## История
Поселок был основан как центральная усадьба Кетского леспромхоза.

## Население
Постоянное население составляло 1100 человек в 2002 году (72% русские),  942 в 2010.